# Báktehárji
Báktehárji är en kommunal idrottshall i Kautokeino i Finnmark i Norge. Hallen invigdes 1992 och används till idrotts- och kulturevenemang. 
Sámi Grand Prix arrangeras i hallen varje påskafton sedan 1993. Hallen har en areal på 2 700 m² fördelat på tre golv.